# グウェン・ヴァードン
グウェン・ヴァードン（Gwen Verdon,  本名：Gwenyth Evelyn Verdon, 1925年1月13日 - 2000年10月18日）は、アメリカ合衆国の女優、歌手、ダンサー。

## 来歴
カリフォルニア州カルバーシティ出身。両親はカナダからアメリカに移住したイングランド系。
ハリウッドとブロードウェイで活躍する振付師・ジャック・コールの助手として働き、この間、ジェーン・ラッセル、フェルナンド・ラマス、ラナ・ターナー、リタ・ヘイワース、ベティ・グレイブル、マリリン・モンローといった有名スターを指導した。
ブロードウェイで女優デビュー、1950年代に「CAN-CAN」、「くたばれ!ヤンキース」、「ニュー・ガール・イン・タウン」、「レッドヘッド」といったヒット作に主演し人気を得、トニー賞 ミュージカル主演女優賞を計4回受賞した。ほかに「シカゴ」のオリジナル・キャストでもある（ロキシー・ハート役）。
私生活では、1942年に最初の結婚をし、1947年に離婚した後、振付師・映画監督のボブ・フォッシーと1960年に再婚、1963年に娘ニコルをもうけるが、フォッシーの度重なる浮気により、結婚生活は実質的に破綻して別居するものの、1987年の彼の死まで離婚することはなかった。
2000年10月18日、バーモント州ウッドストックにある娘の家に泊まって就寝中に心臓発作で死去、75歳。

## 主な出演作品
- 陽気な姫君 The King Steps Out (1936)
- 南仏夜話・夫(ハズ)は僞者 On the Riviera (1951)
- 愛欲の十字路 David and Bathsheba (1951)
- メリイ・ウィドウ The Merry Widow (1952)
- ミシシッピーの賭博師 The Mississippi Gambler (1953)
- 紳士はブルーネット娘と結婚する Gentlemen Marry Brunettes (1955)
- くたばれ!ヤンキース Damn Yankees! (1958)
- サージャント・ペッパー Sergeant Pepper's Lonely Hearts Club Band (1978)
- クリープショー Creepshow (1982)
- コットンクラブ The Cotton Club (1984)
- コクーン Cocoon (1985)
- 私立探偵マグナム Magnum, P.I. (1985-1988) テレビドラマ
- ウェブスター Webster (1986-1988) テレビドラマ
- 消えたセクシー・ショット Nadine (1987)
- コクーン2/遥かなる地球 Cocoon: The Return (1988)
- アリス Alice (1990)
- マイ・ルーム Marvin's Room (1996)
- 炎のテキサス・レンジャー Walker Texas Ranger (1997-1999) テレビドラマ
- ぼくが天使になった日 Bruno (2000)